# Ophiomyia visenda
Ophiomyia visenda este o specie de muște din genul Ophiomyia, familia Agromyzidae, descrisă de Spencer în anul 1965. Conform Catalogue of Life specia Ophiomyia visenda nu are subspecii cunoscute.